# Wee
Wee는 We + education 또는 We + emotion 의 합성어로써, 대한민국의 학교, 교육청, 지역사회가 연계하여 학생들의 건강하고 즐거운 학교생활을 지원하는 3단계의 다중 통합지원 서비스망이다. 2008년부터 학교에는 Wee클래스, 지역 교육지원청에는 Wee센터, 시·도 교육청에는 Wee스쿨이 존재한다.

## 방법
학생들의 학교 적응을 위한 서비스를 실시한다. 게임 중독, 진로, 개인 성격 탐구, 학교 폭력문제를 다룬다.

## 세부 활동

### Wee 센터

#### 찾아가는 길거리 상담
학교를 직접 찾아가 Wee센터와 Wee클래스의 홍보와 더불어 학생과 학부모에게 정보를 전달하고 내담자를 위한 심리 검사를 진행함

## 기록

### Wee센터 상담 건수
2011년 287,000

2012년 911,615

2013년 1,077,000

## 비판 및 논란

### 계약직에 따른 업무 질 저하
이명박 정부의 Wee 프로젝트 사업 발표 당시, Wee클래스 전문상담사의 계약직 채용으로 업무 수행의 질이 저하가 된다는 비판이 일었다.

## 같이 보기
- 청소년사이버상담센터
- 한국청소년상담원
- 국가청소년위원회
- 청소년상담사
- 청소년증

.

가정불화
- .7 자살
  - 대한민국의 자살